# 絢
絢（あや、1996年11月9日 - ）は、日本のインフルエンサー、ファッションデザイナー、ディレクター。ファッションブランド「MELT THE LADY」のディレクターを務める。広島県出身。

## 来歴
高校卒業後、小井手ファッションビューティ専門学校に入学し、通学しつつ、上京してメソニックデザインオフィスのブランド「BUBBLES」や雑誌などのモデルとして活動していた。知人を通じてメソニックデザインオフィスに「ブランドをやりたい」と相談する。
2017年7月15日、メソニックデザインオフィス運営下でファッションブランド「MELT THE LADY」を立ち上げた。また「BUBBLES」の原宿店のインショップとしてオープン。2024年7月にブランド終了予定。

## 書籍

### 雑誌
- LARME